# Bazarella subneglecta
Bazarella subneglecta är en tvåvingeart som först beskrevs av Tonnoir 1922.  Bazarella subneglecta ingår i släktet Bazarella och familjen fjärilsmyggor. Inga underarter finns listade i Catalogue of Life.